# Rodrigo Afonso de Baião
Rodrigo Afonso de Baião, chamado O Merda Assada (f. depois de 1211) foi um rico-homem do Reino de Portugal.

## Biografia
Nascido em data desconhecida, durante o reinado de Sancho I de Portugal, Rodrigo Afonso era filho de Afonso Hermiges de Baião e da sua segunda esposa, Urraca Afonso de Ribadouro. 
Frequentou ainda a corte deste monarca, provavelmente já um jovem adulto, uma vez que foi vítima de um dos ataques de cólera deste rei, que, nos seus últimos anos de vida e reinado, minado pela doença e irritado pelas dificuldades com a Igreja, o agrediu e feriu. Sancho, provavelmente devido à injustiça do ato (ou talvez considerando-o excessivo), ou por comiseração do estado em que ficara o fidalgo, demonstrou-lhe a continuação do seu agrado, compensando-o com doação de propriedade por feridas que lhi deu.
Sabe-se que pelo seu casamento, os seus descendentes passaram a incluir a lista de padroeiros do Mosteiro de Tibães.
Rodrigo herdou o património materno da sua família, isto é, o senhorio de Resende, que até à morte da sua mãe estivera em posse da família de Ribadouro. Este senhorio detinha a particularidade se ser regido por sistema de beetria, isto é, o governante do senhorio era escolhido, e essa escolha cabia ao povo que trabalhava as terras do mesmo. 
A sua estranha alcunha derivou provavelmente de uma caracterização tipológica dos seus contemporâneos, originando-se possivelmente do povo.

## Casamento e descendência
Rodrigo desposou Maria Gomes da Silva, filha de Gomes Pais da Silva e Urraca Nunes Velho, de quem teveː
- Afonso Rodrigues de Baião (f. antes de 1244[3]), herdeiro da honra de Resende;
- Maria Rodrigues de Baião, desposou Paio Pires de Ambia[3].